# Mo (wrestler)
Robert Lawrence Horne, detto Bobby (Harlem, 13 aprile 1964), è un ex wrestler statunitense celebre principalmente per il periodo trascorso negli anni novanta nella World Wrestling Federation con l'identità di Mo, membro del tag-team Men on a Mission dove combatteva in coppia con il partner Mabel.

## Carriera

### United States Wrestling Association (1993)
Nel 1993 gli Harlem Knights si trasferirono nella United States Wrestling Association di Memphis senza il manager George South. Mentre erano nella USWA, il team ebbe rivalità con Jerry Lawler, Jeff Jarrett ed altri face della federazione. Quanto fatto nella PWF e nella USWA attirò l'attenzione della dirigenza della World Wrestling Federation (WWF) e i due furono messi sotto contratto alla metà del 1993.

### World Wrestling Federation (1993-1996)
Quando Horne e Frazier esordirono in WWF, il duo heel fu riconfezionato come coppia face con la gimmick dei rapper. Indossavano costumi dai colori sgargianti ed avevano un atteggiamento positivo. Il loro manager era il cantante rap Oscar e i loro nomi furono cambiati in "Mo" (Horne) e "Mabel" (Frazier) mentre il tag team fu denominato "Men on a Mission" (o M.O.M., le iniziali dei tre uomini). Il team riscosse un successo moderato sul ring ma attirò attenzione soprattutto per l'inusuale stazza di Mabel, l'aspetto colorato, e i rap di Oscar. Furono protagonisti all'evento Survivor Series 1993 in un comedy match travestiti da Doink insieme ai Bushwhackers (anch'essi travestiti da Doink).
Il loro feud successivo fu con i campioni di coppia WWF The Quebecers e Mo & Mabel riuscirono anche a vincere le cinture durante una tournée in Gran Bretagna. Due giorni dopo, tuttavia, i Quebecers riconquistarono i titoli nel rematch. Mo si infortunò a una gamba nel corso di un incontro con Owen Hart a Wrestling Challenge (puntata registrata il 12 aprile a Syracuse, New York, ma andata in onda il 1º maggio). Mo non sarebbe tornato sul ring fino ad ottobre. Quell'estate, Mabel cominciò a lottare da singolo; riscuotendo discreti consensi da parte del pubblico.
Nell'aprile 1995 dopo una sconfitta, Mabel & Mo attaccarono gli Smoking Gunns in un eccesso d'ira, per poi scusarsi subito dopo. Quando chiesero ai Gunns di salire sul ring per lasciare che si scusassero con loro pubblicamente, i Men on a Mission invece li aggredirono nuovamente e poi picchiarono anche il manager Oscar, effettuando un turn heel immediato.
Dopo un breve feud con gli Smoking Gunns, Mabel vinse il torneo King of the Ring del 1995. Divenne quindi "King Mabel" e Mo divenne la sua spalla chiamata "Sir Mo". Quando Mabel divenne re, l'attenzione si spostò dalla coppia a lui solo e Sir Mo finì per svolgere la funzione di suo manager. Una delle ultime apparizioni dei Men on a Mission fu al ppv In Your House 2 dove sconfissero Razor Ramon e Savio Vega. Furono anche parte come avversari del match dove  British Bulldog tradì il partner Diesel. Mo fu sconfitto da The Undertaker a Monday Night Raw il 27 novembre 1995, durante il feud tra Mabel e Taker. L'ultimo match di Mo in WWF fu una sconfitta con Marty Jannetty rimediata il 12 gennaio 1996, in un house show al Montreal Forum. Mabel & Mo apparvero insieme per l'ultima volta alla Royal Rumble del 1996, dove Mo accompagnò Mabel a bordo ring. Poco tempo dopo lasciò la WWF.

## Personaggio

### Mossa finale
- Diving splash

### Manager
- George South
- Oscar

## Titoli e riconoscimenti
Power Pro Wrestling
- PPW Tag Team Championship (1 - con Deon Harlem)

Pro Wrestling Federation
- PWF Tag Team Championship (2 - con Nelson Knight)

World Wrestling Federation
- WWF World Tag Team Championship (1 - con Mabel)

### Wrestling Observer Newsletter
- Worst Worked Match of the Year (1993) - con Mabel e The Bushwhackers vs. The Headshrinkers, Bastion Booger, e Bam Bam Bigelow alle Survivor Series 1993